# Saison 1972-1973 du Stade rennais FC
Maillots
Chronologie
Saison précédente Saison suivante
La saison 1972-1973 du Stade rennais football club débute le 9 août 1972 avec la première journée du Championnat de France de Division 1, pour se terminer le 2 juin 1973 avec la dernière journée de cette compétition.
Le Stade rennais FC est également engagé en Coupe de France.

## Résumé de la saison
Fraîchement renommé Stade rennais football club, le club rouge et noir change d'époque à l'été 1972. À la naissance du SRFC se sur-impriment les débuts en tant qu'entraîneur principal de René Cédolin, qui succède ainsi à Jean Prouff. Ce dernier, à 53 ans, laisse de côté la compétition de haut-niveau, mais espère pouvoir y revenir dans le futur. Il devient provisoirement directeur technique du Stade rennais, et quittera le club en fin de saison. Les changements touchent également l'effectif, avec les départs de trois anciens vainqueurs de la Coupe de France 1971 : l'emblématique Marcel Aubour, le solide défenseur Zygmunt Chlosta et l'efficace Serge Lenoir, meilleur buteur du club les deux saisons précédentes. Au rayon des arrivées, on note le recrutement du Malien Fantamady Keita, meilleur buteur de la Coupe d'Afrique des nations en ce début d'année 1972. Il est le premier joueur originaire d'Afrique noire à être recruté par le Stade rennais depuis la décolonisation. Le SRFC se tourne également vers l'Amérique du Sud avec les recrutements de l'Uruguayen Duarte et de l'Argentin Cherini.
Sur le terrain, le SRFC réalise une saison moyenne, médiocre. Un début d'exercice correct le voit s'installer au milieu du classement, avant qu'un hiver très difficile ne le voit plonger dangereusement vers la zone de relégation. Heureusement, grâce à un ultime sursaut lors des dix dernières journées, le Stade rennais remonte et obtient finalement la dixième place. En Coupe de France, le succès n'est pas plus au rendez-vous, les « Rouge et Noir » étant sortis dès leur entrée en lice, par le Red Star.
Auparavant, plusieurs faits avaient marqué la saison rennaise. Le 3 décembre, la 17e journée de D1 doit se tenir. Elle est perturbée par une grève de nombreux joueurs professionnels protestant contre un projet de réforme des contrats. Des dix matchs prévus, seuls deux sont finalement joués, dont un Stade rennais - OGC Nice que les Bretons remportent aisément (3 - 0). Deux semaines plus tard, contre toute attente, le Groupement décide d'annuler les deux résultats obtenus de façon pourtant régulière sur le terrain et de faire rejouer l'ensemble de la 17e journée en mars. La colère est grande côté rennais et une pétition récoltant 6 000 signatures est lancée. Malgré cela, le match est effectivement rejoué. Justice, le Stade rennais l'emportera une seconde fois, sur la plus petite des marges cependant (1 - 0).
Mi-janvier, une avalanche de blessures parmi les habituels titulaire propulse le jeune Pierrick Hiard dans les buts rennais à l'occasion d'un match face au Paris FC dans un Parc des Princes tout juste rénové. Âgé de 17 ans, Hiard réussit ses débuts malgré les deux buts parisiens. Plus tard dans la saison, Hiard sera l'un des fers de lance de la première victoire du Stade rennais en Coupe Gambardella, en compagnie de joueurs tels que Christian Gourcuff, Jean-Luc Arribart, Orhan et Rabier. En finale, au Stade de Penvillers à Quimper, les juniors rennais battent aux tirs au but les voisins de l'AS Brestoise (1 - 1, 6 - 5 t.a.b.).

## Transferts en 1972-1973
| Nom              | Nationalité | Provenance/Destination             |
| Arrivées         |             |                                    |
| Ricardo Cherini  | Argentine   | Instituto Córdoba                  |
| Daniel David     | France      | Paris-Joinville                    |
| Réginald Dortomb | France      | AC Ajaccio                         |
| Juan Duarte      | Uruguay     | Nacional Montevideo                |
| Jean-Paul Escale | France      | AC Ajaccio                         |
| Pierrick Hiard   | France      | Stade rennais UC amateurs          |
| Fantamady Keita  | Mali        | AS Real Bamako                     |
| Alain Rizzo      | France      | ES La Ciotat                       |
| Départs          |             |                                    |
| Marcel Aubour    | France      | Stade de Reims                     |
| René Cédolin     | France      | arrêt (devient entraîneur du club) |
| Zygmunt Chlosta  | France      | AS Monaco                          |
| Zdenko Kobešćak  | Yougoslavie | EDS Montluçon                      |
| Serge Lenoir     | France      | SEC Bastia                         |
| Sokrat Mojsov    | Yougoslavie | FK Vardar Skopje                   |
| Yannick Porcher  | France      | SO Châtellerault                   |
| Philippe Terrier | France      | US Dunkerque                       |

## L'effectif de la saison
| Poste¹ | Nat.² | Nom              | Naissance         | Sélection³ | Championnat | Championnat | Coupe France | Coupe France | Total Saison | Total Saison |
| Poste¹ | Nat.² | Nom              | Naissance         | Sélection³ | M           | But inscrit | M            | But inscrit  | M            | But inscrit  |
| ------ | ----- | ---------------- | ----------------- | ---------- | ----------- | ----------- | ------------ | ------------ | ------------ | ------------ |
| G      | FRA   | Daniel Bernard   | 29 septembre 1949 | -          | 25          | 0           | 1            | 0            | 26           | 0            |
| A      | FRA   | André Betta      | 4 mars 1944       | A          | 33          | 2           | 1            | 0            | 34           | 2            |
| G      | FRA   | François Blin    | 12 octobre 1953   | -          | 1           | 0           | 0            | 0            | 1            | 0            |
| D      | FRA   | Louis Cardiet    | 20 juin 1943      | A          | 32          | 0           | 0            | 0            | 32           | 0            |
| A      | ARG   | Ricardo Cherini  | 24 avril 1950     | -          | 18          | 4           | 1            | 1            | 19           | 5            |
| D      | FRA   | Alain Cosnard    | 19 septembre 1944 | -          | 36          | 0           | 1            | 0            | 37           | 0            |
| A      | FRA   | Daniel David     | 5 octobre 1949    | -          | 27          | 8           | 0            | 0            | 27           | 8            |
| A      | FRA   | Réginald Dortomb | 13 septembre 1945 | B          | 34          | 5           | 1            | 0            | 35           | 5            |
| A      | URU   | Juan Duarte      | 10 avril 1948     | -          | 2           | 0           | 0            | 0            | 2            | 0            |
| G      | FRA   | Jean-Paul Escale | 6 mars 1938       | -          | 11          | 0           | 0            | 0            | 11           | 0            |
| M      | FRA   | Pierre Garcia    | 27 juillet 1943   | -          | 34          | 1           | 1            | 0            | 35           | 1            |
| D      | FRA   | Bernard Goueffic | 29 janvier 1947   | -          | 24          | 0           | 1            | 0            | 25           | 0            |
| A      | FRA   | Hervé Guermeur   | 12 février 1949   | -          | 37          | 11          | 1            | 0            | 38           | 11           |
| G      | FRA   | Pierrick Hiard   | 27 avril 1955     | -          | 1           | 0           | 0            | 0            | 1            | 0            |
| A      | MLI   | Fantamady Keita  | 25 septembre 1949 | A          | 27          | 9           | 1            | 0            | 28           | 9            |
| D      | FRA   | Loïc Kerbiriou   | 7 mars 1949       | -          | 15          | 0           | 0            | 0            | 15           | 0            |
| M      | FRA   | Raymond Keruzoré | 17 juin 1949      | -          | 30          | 4           | 1            | 0            | 31           | 4            |
| D      | FRA   | Daniel Périault  | 16 avril 1946     | -          | 9           | 0           | 1            | 0            | 10           | 0            |
| A      | FRA   | Philippe Redon   | 12 décembre 1950  | B          | 4           | 2           | 0            | 0            | 4            | 2            |
| D      | FRA   | Alain Rizzo      | 13 octobre 1949   | -          | 38          | 0           | 1            | 0            | 39           | 0            |
| A      | FRA   | Alain Séradin    | 24 avril 1953     | -          | 0           | 0           | 0            | 0            | 0            | 0            |
| M      | ARG   | Héctor Toublanc  | 12 janvier 1947   | -          | 1           | 0           | 0            | 0            | 1            | 0            |

- 1 : G, Gardien de but ; D, Défenseur ; M, Milieu de terrain ; A, Attaquant
- 2 : Nationalité sportive, certains joueurs possédant une double-nationalité
- 3 : sélection la plus élevée obtenue

## Équipe-type
Il s'agit de la formation la plus courante rencontrée en championnat.

## Les rencontres de la saison

### Liste
| Match | Date         | Compétition     | Tour        | Adversaire      | Lieu ¹ | Score | Class. | Buteurs pour le Stade rennais |
| ----- | ------------ | --------------- | ----------- | --------------- | ------ | ----- | ------ | ----------------------------- |
| 1     | 9 août       | Division 1      | 1           | Lyon            | E      | 1-3   | 15     | Guermeur                      |
| 2     | 16 août      | Division 1      | 2           | Bastia          | D      | 2–1   | 11     | Guermeur David                |
| 3     | 21 août      | Division 1      | 3           | Paris FC        | D      | 2-1   | 7      | Keita Dortomb                 |
| 4     | 26 août      | Division 1      | 4           | Nancy           | D      | 4–1   | 6      | Keruzoré Keita David          |
| 5     | 6 septembre  | Division 1      | 5           | Nantes          | E      | 0–1   | 7      |                               |
| 6     | 16 septembre | Division 1      | 6           | Marseille       | E      | 0-3   | 9      |                               |
| 7     | 20 septembre | Division 1      | 7           | Reims           | D      | 1-0   | 9      | Cherini                       |
| 8     | 30 septembre | Division 1      | 8           | Sochaux         | E      | 1–2   | 10     | Betta                         |
| 9     | 4 octobre    | Division 1      | 9           | Valenciennes FC | D      | 2–0   | 8      | Keruzoré Keita                |
| 10    | 7 octobre    | Division 1      | 10          | Angers          | E      | 2–0   | 7      | Keruzoré David                |
| 11    | 17 octobre   | Division 1      | 11          | Saint-Étienne   | D      | 2–2   | 7      | Keita Dortomb                 |
| 12    | 20 octobre   | Division 1      | 12          | Red Star        | E      | 0-2   | 8      |                               |
| 13    | 28 octobre   | Division 1      | 13          | Ajaccio         | D      | 1-1   | 10     | Keruzoré                      |
| 14    | 5 novembre   | Division 1      | 14          | Metz            | E      | 1–2   | 10     | Dortomb                       |
| 15    | 19 novembre  | Division 1      | 15          | Bordeaux        | D      | 3-0   | 9      | Keita Dortomb                 |
| 16    | 26 novembre  | Division 1      | 16          | Strasbourg      | E      | 1-2   | 11     | Garcia                        |
| 17    | 3 décembre   | Division 1      | 17          | Nice            | D      | 3-0   | -      | Keita Betta Annulé            |
| 17    | 10 décembre  | Division 1      | 18          | Nîmes           | E      | 1–1   | 10     | Guermeur                      |
| 18    | 17 décembre  | Division 1      | 19          | Sedan           | D      | 1–1   | 7      | Guermeur                      |
| 19    | 7 janvier    | Division 1      | 20          | Bastia          | E      | 0–4   | 10     |                               |
| 20    | 17 janvier   | Division 1      | 21          | Paris FC        | E      | 2-2   | 10     | Guermeur Keita                |
| 21    | 28 janvier   | Coupe de France | 1/32 finale | Red Star        | N      | 1-3   | 1-3    | Cherini                       |
| 22    | 4 février    | Division 1      | 22          | Nantes          | D      | 0–0   | 12     |                               |
| 23    | 11 février   | Division 1      | 23          | Marseille       | D      | 2–3   | 13     | David                         |
| 24    | 25 février   | Division 1      | 24          | Reims           | E      | 1-1   | 13     | Guermeur                      |
| 25    | 9 mars       | Division 1      | 17          | Nice            | D      | 1-0   | 10     | Keita                         |
| 26    | 17 mars      | Division 1      | 25          | Sochaux         | D      | 0–0   | 13     |                               |
| 27    | 24 mars      | Division 1      | 26          | Valenciennes FC | E      | 0-2   | 13     |                               |
| 28    | 28 mars      | Division 1      | 27          | Angers          | D      | 1–2   | 13     | Redon                         |
| 29    | 31 mars      | Division 1      | 28          | Saint-Étienne   | E      | 0-2   | 14     |                               |
| 30    | 7 avril      | Division 1      | 29          | Red Star        | D      | 1–1   | 15     | Keita                         |
| 31    | 11 avril     | Division 1      | 30          | Ajaccio         | E      | 3-2   | 14     | Guermeur David                |
| 32    | 14 avril     | Division 1      | 31          | Nancy           | E      | 0–4   | 13     |                               |
| 33    | 21 avril     | Division 1      | 32          | Metz            | D      | 1–0   | 13     | Redon                         |
| 34    | 27 avril     | Division 1      | 33          | Bordeaux        | E      | 1–1   | 13     | Cherini                       |
| 35    | 2 mai        | Division 1      | 34          | Strasbourg      | D      | 1–0   | 12     | Betta                         |
| 36    | 5 mai        | Division 1      | 35          | Nice            | E      | 0–2   | 15     |                               |
| 37    | 12 mai       | Division 1      | 36          | Nîmes           | D      | 1–0   | 12     | Guermeur                      |
| 38    | 29 mai       | Division 1      | 37          | Sedan           | E      | 3–2   | 10     | Guermeur Cherini David        |
| 39    | 2 juin       | Division 1      | 38          | Lyon            | D      | 3–2   | 10     | Guermeur Cherini David        |

- 1 N : terrain neutre ; D : à domicile ; E : à l'extérieur ; drapeau : pays du lieu du match international

## Bilan des compétitions
| Compétition     | Vainqueur final    | Débute au tour | Place ou tour final | Première rencontre | Dernière rencontre | Nombre |
| --------------- | ------------------ | -------------- | ------------------- | ------------------ | ------------------ | ------ |
| Division 1      | FC Nantes          | 1re journée    | 10e                 | 9 août 1972        | 2 juin 1973        | 38     |
| Coupe de France | Olympique lyonnais | 1/32 de finale | 1/32 de finale      | 28 janvier 1973    | 28 janvier 1973    | 1      |

### Division 1

#### Classement
| Rang | Équipe   | Pts | J  | G  | N  | P  | Bp | Bc | Diff |
| ---- | -------- | --- | -- | -- | -- | -- | -- | -- | ---- |
| 7    | Nîmes    | 42  | 38 | 16 | 10 | 12 | 48 | 39 | +9   |
| 8    | Reims    | 41  | 38 | 15 | 11 | 12 | 50 | 47 | +3   |
| 9    | Bastia   | 38  | 38 | 15 | 8  | 15 | 59 | 41 | +18  |
| 10   | Rennes   | 38  | 38 | 14 | 10 | 14 | 46 | 53 | -7   |
| 11   | Sochaux  | 37  | 38 | 12 | 13 | 13 | 56 | 54 | +2   |
| 12   | Paris FC | 36  | 38 | 13 | 10 | 15 | 54 | 58 | -4   |
| 13   | Lyon     | 35  | 38 | 14 | 7  | 17 | 62 | 67 | -5   |

#### Résultats
| Total  | Total  | Total | Total | Total | Total | Total | Total | Domicile | Domicile | Domicile | Domicile | Domicile | Domicile | Extérieur | Extérieur | Extérieur | Extérieur | Extérieur | Extérieur |
| Matchs | Points | V     | N     | D     | BP    | BC    | Diff. | V        | N        | D        | BP       | BC       | Diff.    | V         | N         | D         | BP        | BC        | Diff.     |
| ------ | ------ | ----- | ----- | ----- | ----- | ----- | ----- | -------- | -------- | -------- | -------- | -------- | -------- | --------- | --------- | --------- | --------- | --------- | --------- |
| 38     | 38     | 14    | 10    | 14    | 46    | 53    | -7    | 11       | 6        | 2        | 29       | 15       | +14      | 3         | 4         | 12        | 17        | 38        | -21       |

#### Résultats par journée
| Journée   | 01 | 02 | 03 | 04 | 05 | 06 | 07 | 08 | 09 | 10 | 11 | 12 | 13 | 14 | 15 | 16 | 17 | 18 | 19 | 20 | 21 | 22 | 23 | 24 | 25 | 26 | 27 | 28 | 29 | 30 | 31 | 32 | 33 | 34 | 35 | 36 | 37 | 38 |
| --------- | -- | -- | -- | -- | -- | -- | -- | -- | -- | -- | -- | -- | -- | -- | -- | -- | -- | -- | -- | -- | -- | -- | -- | -- | -- | -- | -- | -- | -- | -- | -- | -- | -- | -- | -- | -- | -- | -- |
| Terrain   | E  | D  | D  | D  | E  | E  | D  | E  | D  | E  | D  | E  | D  | E  | D  | E  | D  | E  | D  | E  | E  | D  | D  | E  | D  | E  | D  | E  | D  | E  | E  | D  | E  | D  | E  | D  | E  | D  |
| Résultats | D  | V  | V  | V  | D  | D  | V  | D  | V  | V  | N  | D  | N  | D  | V  | D  | V  | N  | N  | D  | N  | N  | D  | N  | N  | D  | D  | D  | N  | V  | D  | V  | N  | V  | D  | V  | V  | V  |
| Points    | 0  | 2  | 4  | 6  | 6  | 6  | 8  | 8  | 10 | 12 | 13 | 13 | 14 | 14 | 16 | 16 | 18 | 19 | 20 | 20 | 21 | 22 | 22 | 23 | 24 | 24 | 24 | 24 | 25 | 27 | 27 | 29 | 30 | 32 | 32 | 34 | 36 | 38 |
| Place     | 15 | 11 | 7  | 6  | 7  | 9  | 9  | 10 | 8  | 7  | 7  | 8  | 10 | 10 | 9  | 11 | 10 | 10 | 7  | 10 | 10 | 12 | 13 | 13 | 13 | 13 | 13 | 14 | 15 | 14 | 13 | 13 | 13 | 12 | 15 | 12 | 10 | 10 |

Source : Liste des rencontres

Terrain : D = Domicile ; E = Extérieur. Résultat: D = Défaite ; N = Nul ; V = Victoire.